# Подчерье (сельское поселение)
Подчерье — административно-территориальная единица (административная территория село Подчерье с подчинённой ему территорией) и упразднённое муниципальное образование (бывшее сельское поселение с полным официальным наименованием муниципальное образование сельского поселения «Подчерье») в составе городского округа (бывшего муниципального района) Вуктыл Республики Коми Российской Федерации.
Административный центр — село Подчерье.
Статус и границы административной территории установлены Законом Республики Коми от 6 марта 2006 года № 13-РЗ «Об административно-территориальном устройстве Республики Коми».

## История
Статус и границы сельского поселения были установлены Законом Республики Коми от 5 марта 2005 года № 11-РЗ «О территориальной организации местного самоуправления в Республике Коми». Сельское поселение было упразднено в 2015 году в связи с образованием городского округа Вуктыл на территории бывшего муниципального района Вуктыл.

## Население
| 2010 | 2011 | 2012 | 2013 | 2014 | 2015 | 2016 |
| ---- | ---- | ---- | ---- | ---- | ---- | ---- |
| 776  | ↘765 | ↘729 | ↘700 | ↘679 | ↘645 | ↘601 |

## Состав
Состав административной территории и упразднённого сельского поселения:
| № | Населённый пункт | Тип населённого пункта       | Население |
| - | ---------------- | ---------------------------- | --------- |
| 1 | Кырта            | посёлок                      | 66        |
| 2 | Подчерье         | село, административный центр | 710       |